# Beatriz Pino Ocampo
Beatriz María Pino Ocampo (Vigo, 1 de julho de 1975) é uma jornalista e política espanhola, tendo sido deputada das Cortes Gerais pelo grupo Cidadãos, representando a província de Pontevedra.

## Biografia
É sobrinha do ciclista Álvaro Pino. Graduou-se em jornalismo pela Universidade Carlos III de Madrid, em 2004. Foi apresentadora de programas esportivos e de fim de semana na Telemadrid, entre 2002 e 2013; trabalhou na Antena 3, em 2012; e apresentou o programa Galicia 112 na TVG, entre 2013 de 2014. Coordenadora de imprensa do partido Cidadãos na Galiza desde 2016, foi deputada pela província de Pontevedra por seu partido na XIII legislatura das Cortes Gerais da Espanha. Membro da Executiva Nacional do Cidadãos, liderou a lista por Pontevedra para as eleições gerais de 10 de novembro de 2019. É membro da gestão nacional do partido e porta-voz do seu partido na Galiza. 
Atualmente, foi escolhida como candidata de seu partido para a Presidência da Junta da Galiza nas eleições ao Parlamento da Galiza de 2020.